# Klara Schunke
Klara Schunke, verheiratete Klara Müller, (vor 1861 – nach 1902) war eine deutsche Theaterschauspielerin.

## Leben
Schunke war als naive Liebhaberin sehr beliebt. Sie wirkte von 1861 bis 1862 am Stadttheater in Würzburg, sodann am Münchner Hoftheater, später am Deutschen Theater in Berlin und zog sich Ende der 1880er Jahre von der Bühne gänzlich zurück. Ihr letzter bekannter Wohnort war Friedenau.
Verheiratet war sie mit dem Schauspieler Hugo Müller.